# パオロ・ゲレーロ
パオロ･ゲレーロ（Paolo Guerrero, 1984年1月1日 - ）は、ペルーの首都リマ出身のサッカー選手。ペルー代表。ポジションはフォワード。
20年以上招集されているペルー代表では、コパ・アメリカで3度の得点王に輝き、同国の代表通算得点記録を持つストライカーでもある。

## 経歴
ペルーのサッカークラブ、アリアンサ・リマの下部組織で育った。そこで200ゴール以上を記録したゲレーロは2002年にバイエルン・ミュンヘンから誘われ入団する。最初の2年間はバイエルンのセカンドチームに在籍。そこで結果を残してトップチームへと引き上げられるとスーパーサブ的な活躍を見せた。
2006年7月1日、移籍金250万ユーロでハンブルガーSVへの移籍が決定した。このシーズンで、ハンブルガーの選手として古巣バイエルンと戦ったリーグ戦ではゲレーロが得点して勝利している。
この試合の結果によりバイエルンのシーズン4位以下が確定され、バイエルンはUEFAチャンピオンズリーグの出場権を逃した。
2012年7月11日、ブラジルのコリンチャンスへの移籍が決定した。
日本で行われたFIFAクラブワールドカップ制覇に貢献し、準決勝のアル・アハリ（アフリカ代表）そして決勝のチェルシーFC（欧州代表）でもダニーロのシュートを相手DFケーヒルが弾いて浮き上がったボールを頭で合わせ決勝点を挙げた。
2018年 2018 FIFAワールドカップに出場、一次リーグのオーストラリア戦でゴールを決め、チームの勝利に貢献。コパ・アメリカ2019では3ゴールを決め準優勝に貢献し、大会ベストイレブンに選ばれた。
2023年、2年振りにペルー代表に招集された。
2025年、ワールドカップ南米予選に臨むペルー代表に招集された。

## その他
- 2008年6月に行われた2010 FIFAワールドカップ・南米予選対ウルグアイ戦（結果は0-6）にて審判に侮辱行為を行い、レッドカードで退場となった。後日6試合の出場停止処分を受けた。
- 2009-10シーズン、怪我でペルーに戻っていたが飛行機に乗れなくなり、ドイツへ戻れないという珍事件が発生した。クラブは、ゲレーロの怪我が完治するまでのペルー滞在を認めるしかなかった。
- 2010年4月4日の対ハノーファー戦で、ゲレーロはスコアレスで終わりロッカールームに引き返す際「ペルーに帰れ!」という野次に激怒し、野次を飛ばしたファンにめがけてペットボトルを投げ、顔に命中させた。その後ゲレーロは謝罪したが、リーグからは5試合出場停止処分を受け2009-10シーズンは幕を閉じた。
- 2012年3月3日の対シュトゥットガルト戦の54分に、相手のゴールキーパーのスヴェン・ウルライヒに対してコーナー付近にて背後からタックルを行い、ウルライヒのふくらはぎ近辺を足の裏で直撃した。このプレーでゲレーロは即レッドカードが出されて退場処分となった他、ドイツサッカー協会から8試合の出場停止処分を受けた[4]。
- 2017年10月10日のワールドカップ予選最終節のコロンビア戦で、ゲレーロはペルーを大陸間プレーオフへと導く同点ゴールを挙げたが、これは間接フリーキックをゲレーロが勘違いして直接ゴールへ蹴り込んだものであった[5]。コロンビアのGKダビド・オスピナがこのボールに反応、ボールがオスピナの手を弾いてゴールインしたため得点が認められた[5]が、オスピナの手が触れていなければ得点とはならずゴールキックで試合は再開されるところであった。また、記録もオスピナのオウンゴールとなった。
- 2017年10月5日のワールドカップ南米予選・アルゼンチン戦後のドーピング検査で、コカインの含有成分であるベンゾイルエクゴニンが検出されたため、同年12月8日にゲレーロはFIFA懲罰委員会より11月3日より1年間の出場停止処分を受けた[6]。これにより、2018年6月に開催されるワールドカップへの出場が危ぶまれたが、ペルー側が「違反の原因がコカの葉を用いたお茶を飲んだこと」であり故意でないと主張したこと、その後2度行なわれた毛髪検査で陰性となったことなどから[7]出場停止は6ヶ月に軽減された[8]。ところが6ヶ月の出場停止処分が解除された直後、ワールドカップを翌月に控えた2018年5月に世界アンチ・ドーピング機関がスポーツ仲裁裁判所に告訴し、同裁判所より出場停止が2019年1月まで延長される処分が下された[9]。これに対してゲレーロがスイス連邦裁判所に上訴し[10]、国際プロサッカー選手会の支持やワールドカップで対戦するフランス、デンマーク、オーストラリアの各主将の請願もあり[11]、同裁判所より出場停止を凍結させる暫定措置が下されゲレーロのワールドカップへの出場が可能となった[10]。

## 個人成績

### クラブ
| クラブ                   | シーズン | リーグ | リーグ | カップ | カップ | 国際大会 | 国際大会 | その他 | その他 | 合計 | 合計 |
| クラブ                   | シーズン | 出場   | 得点   | 出場   | 得点   | 出場     | 得点     | 出場   | 得点   | 出場 | 得点 |
| ------------------------ | -------- | ------ | ------ | ------ | ------ | -------- | -------- | ------ | ------ | ---- | ---- |
| バイエルン・ミュンヘンII | 2002-03  | 18     | 8      | -      | -      | -        | -        | -      | -      | 18   | 8    |
| バイエルン・ミュンヘンII | 2003-04  | 24     | 21     | 1      | -      | -        | -        | -      | -      | 25   | 21   |
| バイエルン・ミュンヘンII | 2004-05  | 11     | 7      | 3      | 4      | -        | -        | -      | -      | 14   | 11   |
| バイエルン・ミュンヘンII | 2005-06  | 13     | 9      | 1      | 0      | -        | -        | -      | -      | 13   | 9    |
| バイエルン・ミュンヘンII | 合計     | 66     | 45     | 4      | 4      | -        | -        | -      | -      | 70   | 49   |
| バイエルン・ミュンヘン   | 2004-05  | 13     | 6      | 1      | -      | 6        | 1        | -      | -      | 20   | 7    |
| バイエルン・ミュンヘン   | 2005-06  | 14     | 4      | 3      | 1      | 7        | 1        | -      | -      | 24   | 6    |
| バイエルン・ミュンヘン   | 合計     | 27     | 10     | 4      | 1      | 13       | 2        | -      | -      | 44   | 13   |
| ハンブルク               | 2006-07  | 20     | 5      | -      | -      | 5        | 0        | -      | -      | 25   | 5    |
| ハンブルク               | 2007-08  | 29     | 9      | 3      | 0      | 9        | 5        | -      | -      | 41   | 14   |
| ハンブルク               | 2008-09  | 31     | 9      | 5      | 1      | 12       | 4        | -      | -      | 48   | 14   |
| ハンブルク               | 2009-10  | 6      | 4      | 1      | 0      | 6        | 3        | -      | -      | 13   | 7    |
| ハンブルク               | 2010-11  | 25     | 4      | 2      | 1      | -        | -        | -      | -      | 27   | 5    |
| ハンブルク               | 2011-12  | 25     | 6      | 0      | 0      | -        | -        | -      | -      | 23   | 6    |
| ハンブルク               | 合計     | 134    | 37     | 11     | 2      | 32       | 12       | -      | -      | 177  | 51   |
| コリンチャンス           | 2012     | 15     | 6      | 0      | 0      | 0        | 0        | 2      | 2      | 17   | 8    |
| コリンチャンス           | 2013     | 17     | 5      | 3      | 0      | 9        | 5        | 17     | 8      | 46   | 18   |
| コリンチャンス           | 2014     | 26     | 12     | 5      | 3      | 0        | 0        | 12     | 1      | 43   | 16   |
| コリンチャンス           | 2015     | 2      | 0      | 0      | 0      | 5        | 4        | 13     | 8      | 20   | 12   |
| コリンチャンス           | 合計     | 60     | 23     | 8      | 3      | 14       | 9        | 39     | 15     | 127  | 54   |
| フラメンゴ               | 2015     | 15     | 3      | 3      | 1      | 0        | 0        | 0      | 0      | 18   | 4    |
| フラメンゴ               | 2016     | 21     | 9      | 4      | 1      | 3        | 0        | 16     | 8      | 44   | 18   |
| フラメンゴ               | 合計     | 36     | 12     | 7      | 2      | 3        | 0        | 16     | 8      | 62   | 22   |
| 通算                     | 通算     | 321    | 125    | 34     | 12     | 61       | 23       | 56     | 24     | 479  | 188  |

## 代表歴

### 出場大会
- ペルー代表
  - 2018 FIFAワールドカップ

### 試合数
- 国際Aマッチ 115試合 39得点（2004年-）[12]

| ペルー代表 | 国際Aマッチ | 国際Aマッチ |
| 年         | 出場        | 得点        |
| ---------- | ----------- | ----------- |
| 2004       | 3           | 1           |
| 2005       | 6           | 2           |
| 2006       | 3           | 2           |
| 2007       | 9           | 4           |
| 2008       | 4           | 0           |
| 2009       | 3           | 0           |
| 2011       | 9           | 7           |
| 2012       | 8           | 2           |
| 2013       | 6           | 0           |
| 2014       | 5           | 2           |
| 2015       | 11          | 5           |
| 2016       | 12          | 3           |
| 2017       | 7           | 5           |
| 2018       | 5           | 3           |
| 2019       | 11          | 3           |
| 2020       | 0           | 0           |
| 2021       | 5           | 0           |
| 2022       | 0           | 0           |
| 2023       | 8           | 0           |
| 2024       |             |             |
| 通算       | 115         | 39          |

### 得点
| #   | 開催日         | 開催地               | 対戦国         | スコア | 結果 | 大会                              |
| --- | -------------- | -------------------- | -------------- | ------ | ---- | --------------------------------- |
| 1.  | 2004年11月17日 | リマ                 | チリ           | 2–0    | 2–1  | 2006 FIFAワールドカップ・南米予選 |
| 2.  | 2005年3月30日  | リマ                 | エクアドル     | 1–0    | 2–2  | 2006 FIFAワールドカップ・南米予選 |
| 3.  | 2005年8月17日  | タクナ               | チリ           | 2–1    | 3–1  | 親善試合                          |
| 4.  | 2006年9月6日   | イーストラザフォード | エクアドル     | 1–1    | 1–1  | 親善試合                          |
| 5.  | 2006年10月7日  | ビニャ・デル・マール | チリ           | 0–1    | 3–2  | 親善試合                          |
| 6.  | 2007年6月26日  | メリダ               | ウルグアイ     | 0–3    | 0–3  | コパ・アメリカ2007                |
| 7.  | 2007年9月8日   | リマ                 | コロンビア     | 1–1    | 2–2  | 親善試合                          |
| 8.  | 2007年9月8日   | リマ                 | コロンビア     | 2–2    | 2–2  | 親善試合                          |
| 9.  | 2007年9月12日  | リマ                 | ボリビア       | 2–0    | 2–0  | 親善試合                          |
| 10. | 2011年7月4日   | サンフアン           | ウルグアイ     | 0–1    | 1–1  | コパ・アメリカ2011                |
| 11. | 2011年7月8日   | メンドーサ           | メキシコ       | 1–0    | 1–0  | コパ・アメリカ2011                |
| 12. | 2011年7月23日  | ラ・プラタ           | ベネズエラ     | 2–0    | 4–1  | コパ・アメリカ2011 3位決定戦      |
| 13. | 2011年7月23日  | ラ・プラタ           | ベネズエラ     | 3–1    | 4–1  | コパ・アメリカ2011 3位決定戦      |
| 14. | 2011年7月23日  | ラ・プラタ           | ベネズエラ     | 4–1    | 4–1  | コパ・アメリカ2011 3位決定戦      |
| 15. | 2011年10月7日  | リマ                 | パラグアイ     | 1–0    | 2–0  | 2014 FIFAワールドカップ・南米予選 |
| 16. | 2011年10月7日  | リマ                 | パラグアイ     | 2–0    | 2–0  | 2014 FIFAワールドカップ・南米予選 |
| 17. | 2012年5月23日  | リマ                 | ナイジェリア   | 1–0    | 1–0  | 親善試合                          |
| 18. | 2012年6月10日  | モンテビデオ         | ウルグアイ     | 2–2    | 4–2  | 2014 FIFAワールドカップ・南米予選 |
| 19. | 2014年9月9日   | ドーハ               | カタール       | 0–2    | 0–2  | 親善試合                          |
| 20. | 2014年11月14日 | ルケ                 | パラグアイ     | 1–1    | 2–1  | 親善試合                          |
| 21. | 2015年6月25日  | テムコ               | ボリビア       | 0–1    | 1–3  | コパ・アメリカ2015準々決勝        |
| 22. | 2015年6月25日  | テムコ               | ボリビア       | 0–2    | 1–3  | コパ・アメリカ2015準々決勝        |
| 23. | 2015年6月25日  | テムコ               | ボリビア       | 0–3    | 1–3  | コパ・アメリカ2015準々決勝        |
| 24. | 2015年7月3日   | コンセプシオン       | パラグアイ     | 2–0    | 2–0  | コパ・アメリカ2015 3位決定戦      |
| 25. | 2015年10月13日 | リマ                 | チリ           | 3–4    | 3–4  | 2018 FIFAワールドカップ・南米予選 |
| 26. | 2016年3月25日  | リマ                 | ベネズエラ     | 1–2    | 2–2  | 2018 FIFAワールドカップ・南米予選 |
| 27. | 2016年6月4日   | シアトル             | ハイチ         | 0–1    | 0–1  | コパ・アメリカ・センテナリオ      |
| 28. | 2016年10月7日  | リマ                 | アルゼンチン   | 1–1    | 2–2  | 2018 FIFAワールドカップ・南米予選 |
| 29. | 2017年3月23日  | マトゥリン           | ベネズエラ     | 2–2    | 2–2  | 2018 FIFAワールドカップ・南米予選 |
| 30. | 2017年3月28日  | リマ                 | ウルグアイ     | 1–1    | 2–1  | 2018 FIFAワールドカップ・南米予選 |
| 31. | 2017年6月8日   | トルヒーリョ         | パラグアイ     | 1–0    | 1–0  | 親善試合                          |
| 32. | 2017年6月13日  | アレキパ             | ジャマイカ     | 3–0    | 3–1  | 親善試合                          |
| 33. | 2018年6月3日   | ザンクト・ガレン     | サウジアラビア | 2–0    | 3–0  | 親善試合                          |
| 34. | 2018年6月3日   | ザンクト・ガレン     | サウジアラビア | 3–0    | 3–0  | 親善試合                          |
| 35. | 2018年6月26日  | ソチ                 | オーストラリア | 2–0    | 2–0  | 2018 FIFAワールドカップ           |
| 36. | 2019年6月18日  | リオデジャネイロ     | ボリビア       | 1–1    | 1–3  | コパ・アメリカ2019                |
| 37. | 2019年7月3日   | ポルト・アレグレ     | チリ           | 0–3    | 0–3  | コパ・アメリカ2019                |
| 38. | 2019年6月18日  | リオデジャネイロ     | ブラジル       | 1–1    | 3–1  | コパ・アメリカ2019決勝            |

## タイトル

### クラブ
バイエルン・ミュンヘン
- ドイツ・ブンデスリーガ：2004-005, 2005-06
- ドイツ・レギオナルリーガ (当時3部)
- DFBポカール：2004-05, 2005-06

SCコリンチャンス・パウリスタ
- FIFAクラブワールドカップ：2012
- カンピオナート・パウリスタ：2013
- レコパ・スダメリカーナ：2013

フラメンゴ
- カンピオナート・カリオカ：2017

### 代表
U-17ペルー代表
- ボリバリアンゲームズ：2001

### 個人
- FIFAクラブワールドカップブロンズボール：1回 (2012)
- ドイツ・レギオナルリーガ (当時3部) 得点王
- コパ・アメリカペルー最優秀選手賞：1回 (2007)
- コパアメリカ　ベストイレブン　2019
- コパ・アメリカ得点王：3回 (2011, 2015, 2019)